# Rise of the Footsoldier (Filmreihe)
Rise of the Footsoldier ist eine britische Filmreihe, basierend auf wahren Begebenheiten über Unterweltfiguren aus Essex, Großbritannien. Die ersten beiden Filme basieren auf der Autobiografie des Inter City Firm-Hooligans und späteren Gangsters Carlton Leach, bevor sich weitere Filme auf das Leben der Gangster Patrick „Pat“ Tate, Anthony „Tony“ Tucker und Craig Rolfe konzentrieren, die 1995 bei dem Dreifachmord von Rettendon erschossen wurden.

## Handlung

### Footsoldier
Mitte der 1970er Jahre: Der furchtlose Inter City Firm-Hooligan Carlton Leach ist regelmäßig bei Spielen von West Ham United aktiv, bis die Hooligan-Szene durch verstärkte Kontrollen und hohe Strafen erschüttert wird. Mitte der 1980er Jahre ist Carlton ein gefragter Türsteher der schon bald mit Hooligan-Freunden eine eigene „Sicherheitsfirma“ gründet und später jegliche Art von Aufträgen, wie Bestrafungen, Verhöre und den Schutz von Drogenhändlern übernimmt. Mit Aufkommen der Rave-Partys Ende der 80er Jahre steigen sie zusätzlich in den Drogenhandel ein. Während dieser Zeit lernt er die Unterweltgröße Tony Tucker kennen, wird dessen Geschäftspartner und kommt durch ihn in Kontakt mit Anabolika, wodurch er unberechenbar wird. Mit der Zeit werden Tony, wie auch seine Partner Pat Tate und Craig Rolfe aufgrund ihres Drogenkonsums immer unvorsichtiger und brutaler bei ihren Verbrechen während Carlton zwischen den Fronten steht. Als Tony, Pat und Craig im Dezember des Jahres 1995 ermordet werden steigt Carlton aus der organisierten Kriminalität aus.

### Return of the Footsoldier
Nachdem Tony Tucker, Pat Tate und Craig Rolfe ermordet wurden, entwickelt Carlton paranoide Tendenzen, die er im Konsum von Alkohol und Kokain ertränkt, wodurch sein Familienleben erheblich leidet. Sein Ruf nimmt nach und nach ab und viele seiner Geschäftspartner wollen aufgrund seiner Unberechenbarkeit, nicht mehr mit ihm zusammen arbeiten. Er entscheidet sich dafür, sich wieder hochzukämpfen, schwört seinem Konsum ab und gründet gemeinsam mit seinem Partner Shawn eine neue Gang. Als die Mitglieder der Bande ihre Aktivitäten als Handlanger, Security und Vollstrecker jedoch auf Südportugal ausdehnen, geraten sie an einen Gegner, mit dem nicht zu spaßen ist.

### Rise of the Footsoldier III – Die Pat Tate Story
1988, Marbella, Spanien: Der Gangster Pat Tate und sein Geschäftspartner Ken organisieren einen Lieferanten für Ecstasy-Pillen um gemeinsam mit dem Dealer Jimmy Gerenuk und dem zwielichtigen Geschäftsmann Tony Tucker in den Diskotheken seiner Heimatstadt Southend-on-Sea den Verkauf von Ecstasy betreiben zu können. Als Pat wegen eines Raubüberfalls in einem Fast-Food-Restaurant angeklagt wird, flüchtet er und taucht bei seinen Geschäftspartnern in Marbella unter, in deren Diensten er kleinere Jobs übernimmt, bis er durch seinen Drogenkonsum exzentrisch und zu einer Belastung wird. Die örtlichen Gangster entführen Pat und liefern ihn in Gibraltar der Strafverfolgungsbehörde aus, woraufhin er nach England ausgeliefert und inhaftiert wird. Innerhalb und außerhalb des Gefängnisses entledigen sich Pat und seine Verbündeten ihrer Konkurrenz, nachdem Pat den Drogenschmuggler Mickey Steele kennenlernt, der außerhalb des Gefängnisses als neuer Drogenlieferant fungieren soll.
Im Jahr 1994 zur Bewährung aus der Haft entlassen, stürzt Pat sich mit seinen Partnern umfangreich in kriminelle Aktivitäten und es dauert nicht lang, bis sie die Aufmerksamkeit der Strafverfolgungsbehörden auf sich ziehen, nachdem es Tote zu beklagen gibt.

### Rise of the Footsoldier – The Marbella Job
1994, Southend-on-Sea in Essex: Seit seiner Haftentlassung ist Gangster Pat Tate von Rachegedanken geplagt und beschließt nach Marbella zu reisen, um Rache an jenem Gangster üben, der ihn einst an die Strafverfolgungsbehörden auslieferte. Vor Ort kann Pat sich mit seinem einstigen Widersacher zwar nicht revanchieren, bekommt jedoch von dem Drogenhändler Terry Fischer das lukrative Angebot für eine Ecstasy-Lieferung und die Aussicht auf eine Partnerschaft. Aufgrund der Knappheit an Ecstasy-Pillen in Essex geht er auf den Deal ein und beauftragt in der Heimat seine Partner Tony und Craig, das nötige Geld aufzutreiben und nach Marbella zu liefern. Nichtsdestotrotz beschließt er, Terry gemeinsam mit dessen Geliebten Charlotte zu linken und gerät zwischenzeitlich in das Visier von Terrys Konkurrent Greener der Pat mit einem Druckmittel aus dem Weg zu räumen versucht.

### Rise of the Footsoldier – Origins
Der Kriegsveteran Anthony „Tony“ Tucker beginnt im Jahr 1988 in einem angesagten Nachtclub im Osten Londons eine Karriere als Türsteher und wird in der Szene schnell zu einem gefragten Mann in Essex. Darüber hinaus beginnt er mit dem Kleinkriminellen Craig Rolfe örtliche Drogendealer auszurauben und steigt später mit dem Gangster Pat Tate selbst ins Drogengeschäft ein. Durch einen exzessiven Drogenkonsum werden sie jedoch leichtfertig und unberechenbar. So verprellt Tucker schlussendlich seine Geschäftspartner und gerät in finanzielle Not. Tucker erhofft sich bei einem letzten Coup an Geld zu kommen, es in Ecstasy zu reinvestieren und sich nach Southend-on-Sea absetzen zu können. Als seine Pläne fehlschlagen, beschließt er sein Leben neu zu ordnen und sich selbst wieder in Form zu bringen, woraufhin er sich wieder im Fitnessstudio einfindet und dort den Türsteher Carlton Leach kennenlernt.

## Filmstab
| Jahr | Film                                             | Regie          | Drehbuch                     | Produzenten                                                 |
| ---- | ------------------------------------------------ | -------------- | ---------------------------- | ----------------------------------------------------------- |
| 2007 | Footsoldier                                      | Julian Gilbey  | Julian Gilbey & Will Gilbey  | Mike Loveday & David Shead                                  |
| 2015 | Return of the Footsoldier                        | Ricci Harnett  | Ricci Harnett                | Andrew Loveday                                              |
| 2017 | Rise of the Footsoldier III – Die Pat Tate Story | Zackary Adler  | Mike Loveday                 | Tiernan Hanby, Andrew Loveday & Michael Loveday             |
| 2019 | Rise of the Footsoldier – The Marbella Job       | Andrew Loveday | Will Gilbey & Andrew Loveday | Andrew Loveday, Tiernan Hanby & Julian Gilbey               |
| 2021 | Rise of the Footsoldier – Origins                | Nick Nevern    | Andrew Loveday & Nick Nevern | Andrew Loveday, Terry Stone, Richard Turner & Tiernan Hanby |

## Darsteller
| Charakter             | Film               | Film                             | Film                                                    | Film                                              | Film                                     |  |
| Charakter             | Footsoldier (2007) | Return of the Footsoldier (2015) | Rise of the Footsoldier III – Die Pat Tate Story (2017) | Rise of the Footsoldier – The Marbella Job (2019) | Rise of the Footsoldier – Origins (2021) |  |
| --------------------- | ------------------ | -------------------------------- | ------------------------------------------------------- | ------------------------------------------------- | ---------------------------------------- |  |
| Patrick „Pat“ Tate    | Craig Fairbrass    |                                  | Craig Fairbrass                                         | Craig Fairbrass                                   | Craig Fairbrass                          |  |
| Anthony „Tony“ Tucker | Terry Stone        |                                  | Terry Stone                                             | Terry Stone                                       | Terry Stone                              |  |
| Craig Rolfe           | Roland Manookian   |                                  | Roland Manookian                                        | Roland Manookian                                  | Roland Manookian                         |  |
| Carlton Leach         | Ricci Harnett      | Ricci Harnett                    |                                                         |                                                   |                                          |  |
| Mickey Steele         | Billy Murray       |                                  | Billy Murray                                            |                                                   | Billy Murray                             |  |
| Jimmy Gerenuk         | Ian Virgo          |                                  | Ian Virgo                                               |                                                   |                                          |  |
| Kenny „Ken“ Noye      |                    |                                  | Josh Myers                                              | Josh Myers                                        | Josh Myers                               |  |
| Denny                 | Coralie Rose       | Coralie Rose                     |                                                         |                                                   |                                          |  |
| Kate Carter           | Kierston Wareing   |                                  | Laura McMonagle                                         |                                                   |                                          |  |
| Kenny Davis           |                    | Ryan Oliva                       |                                                         |                                                   |                                          |  |
| Carly                 |                    | Georgia Bourke                   |                                                         |                                                   |                                          |  |
| Charlotte             |                    |                                  | Emily Wyatt                                             | Emily Wyatt                                       |                                          |  |
| Terry Fisher          |                    |                                  | Andrew Loveday                                          | Andrew Loveday                                    |                                          |  |
| Greener               |                    |                                  |                                                         | Nick Nevern                                       |                                          |  |
| Joey Waller           |                    |                                  |                                                         |                                                   | George Russo                             |  |
| Dave Simms            |                    |                                  |                                                         |                                                   | Keith Allen                              |  |
| Bernard O’Mahoney     |                    |                                  |                                                         |                                                   | Vinnie Jones                             |  |

## Kritiken
(Stand: 16. April 2022)
| Film                                             | Rotten Tomatoes   | IMDb                     |
| ------------------------------------------------ | ----------------- | ------------------------ |
| Footsoldier                                      | 14 % (7 Kritiken) | 6,8 (20.559 Bewertungen) |
| Return of the Footsoldier                        |                   | 5,3 (1.799 Bewertungen)  |
| Rise of the Footsoldier III – Die Pat Tate Story | (3 Kritiken)      | 5,8 (1.937 Bewertungen)  |
| Rise of the Footsoldier – The Marbella Job       | (1 Kritik)        | 5,5 (1.509 Bewertungen)  |
| Rise of the Footsoldier – Origins                | (4 Kritiken)      | 6,3 (2.552 Bewertungen)  |

## Trivia
- Im Januar 2020 wurde bekannt, dass statt eines fünften Teils der Rise of the Footsoldier-Filmreihe, im Auftrag von Signature Entertainment unter dem Arbeitstitel Footsoldier Millennium ein Reboot mit neuer Besetzung in Planung sei. Diese Pläne wurden jedoch später verworfen.[10]